# هر کسی برای خودش (فیلم ۱۹۸۰)
هر کسی برای خودش (انگلیسی: Every Man for Himself) فیلمی درام به کارگردانی ژان-لوک گدار محصول سال ۱۹۸۰ است.